# Pataliputra

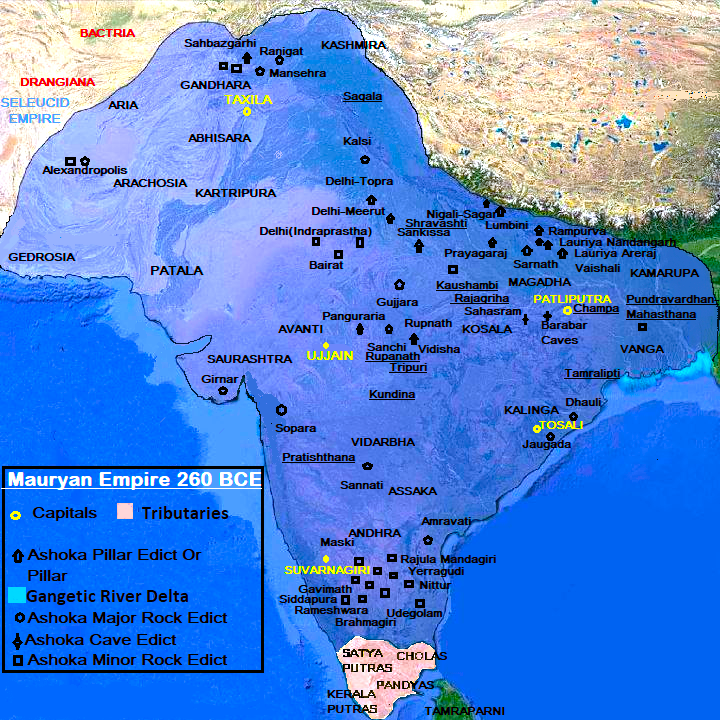
Pataliputra come capitale dell'Impero Maurya

Pataliputra (sanscrito: पाटलिपुत्र, Pāṭaliputra; Pali Pataliputta, greco Pali(m)bothra) era una città situata sulla riva meridionale del fiume indiano Gange, l'odierna Patna, nello Stato del Bihar. Nell'antichità fu la capitale del regno indiano di Magadha e successivamente dell'Impero Maurya.

## Storia

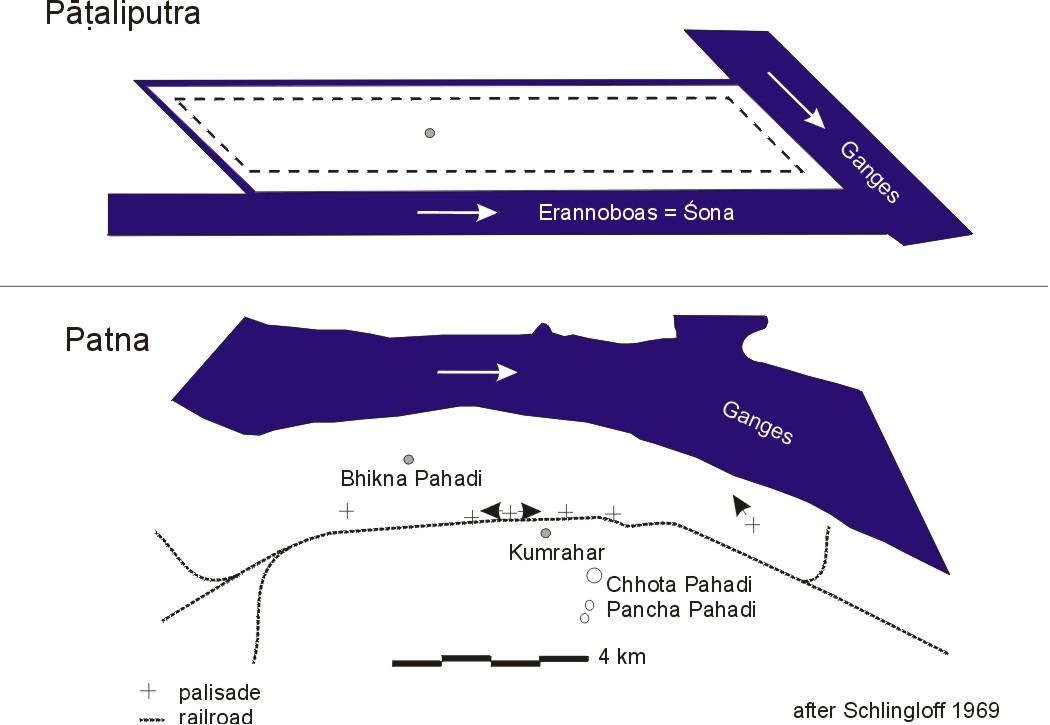
Pataliputra come descritta da Megastene

Pataliputra era originariamente il villaggio di Pataligrama (Pali: Pataligama) alla confluenza del Son e del Gange. Secondo il Mahaparinirvana Sutra, il leggendario Ajatasattu, re di Magadha, la trasformò in una città e la fortificò. Suo figlio Udayabhadra (o Udayin) fece di Pataliputra la capitale dell'impero. Pataliputra fu anche la capitale della successiva dinastia Maurya. Intorno al 300 a.C., il re seleucide Seleuco I Nicatore tentò di conquistare l'Impero Maurya, ma dovette ammettere la sconfitta e cedere due province orientali del suo impero al re Chandragupta. Inviò come ambasciatore a Pataliputra lo storico Megastene, al quale dobbiamo una descrizione piuttosto dettagliata della città.
Megastene stimò le dimensioni di Pataliputra in 80 × 15 stadi (15 × 3 chilometri). Intorno alla città si estendeva un muro di palizzata lungo 40 chilometri, al quale fu aggiunto in seguito un muro di mattoni. Le strade, lastricate di ciottoli, erano disposte ad angolo retto l'una rispetto all'altra. Pataliputra era composta da sedici quartieri, ognuno dei quali ospitava una diversa corporazione artigianale. Alcuni di essi avevano piccole aree alberate dove la gente si riuniva per il mercato. Verso il centro della città, dove si trovava il palazzo reale, molti funzionari e nobili vivevano nelle loro magnifiche case, alcune delle quali erano alte diversi piani. Spesso erano dotati di piccoli giardini e laghetti dove ci si poteva rilassare. Direttamente a palazzo, invece, c'erano solo le case dei musicisti e delle cortigiane del re e tutti gli edifici pubblici. Questi erano separati dal palazzo da canali, che alleviavano il calore della città. Nelle piazze erano stati costruiti templi per varie divinità, forse anche per i mercanti greci che si erano stabiliti in città. In quanto stranieri, erano considerati senza casta, ma erano sotto la protezione del re e quindi godevano di un certo prestigio tra i locali.

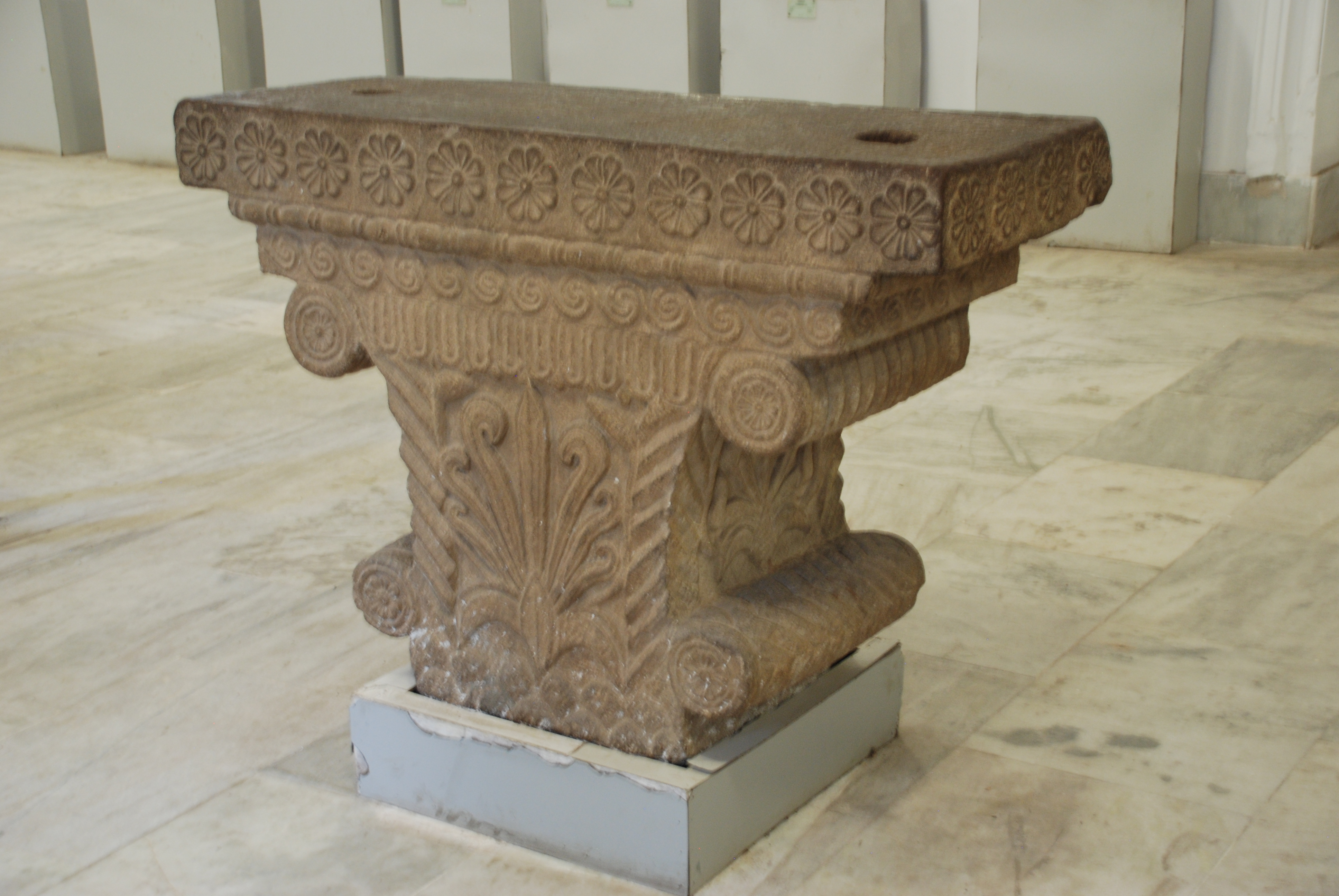
Capitello proveniente dagli scavi della città presso Kumrahar

Nel 253 a.C. si tenne a Pataliputra il terzo concilio buddista. La città fu un importante centro del buddismo delle origini.
Non si sa esattamente quando e perché l'antica città sia scomparsa. Il cinese Faxian, che visitò Pataliputra come pellegrino nel V secolo, la descrive come una "città fiorente"; tuttavia, un altro viaggiatore cinese, Xuanzang, riporta solo rovine duecento anni dopo. Pataliputra fu probabilmente abbandonata a favore di un'altra capitale o distrutta dagli Eftaliti. Anche un terremoto è una possibilità.

## Le fonti greche
Durante il regno dell'imperatore Ashoka, nel III secolo a.C., Pataliputra era una delle città più grandi del mondo, con una popolazione di circa 150.000-400.000 abitanti. Si stima che la città avesse una superficie di 25,5 chilometri quadrati e una circonferenza di 33,8 chilometri. Pataliputra raggiunse l'apice della prosperità quando fu la capitale sotto i grandi imperatori Maurya, Chandragupta Maurya e Ashoka. La città prosperò sotto i Maurya e l'ambasciatore greco, Megastene, vi risiedette e lasciò un resoconto dettagliato del suo splendore, riferendosi ad essa come Palibothra:
Strabone nella sua Geographia aggiunge che le mura della città erano fatte di legno. Si pensa che queste siano le palizzate di legno identificate durante gli scavi di Patna.
(Strabone, Geographia)
Eliano, pur non citando espressamente Megastene né menzionando Pataliputra, descrisse i palazzi indiani come superiori per splendore a quelli persiani di Susa o Ecbatana:
(Eliano, De Natura Animalium)
Sotto Ashoka, la maggior parte delle strutture in legno del palazzo di Pataliputra potrebbe essere stata gradualmente sostituita dalla pietra. Ashoka era noto per essere un grande costruttore, che potrebbe anche aver importato artigiani dall'estero per costruire i monumenti reali.  Il palazzo di Pataliputra mostrarebbe influenze decorative dei palazzi achemenidi come quello di Persepoli e potrebbe essersi avvalso dell'aiuto di artigiani stranieri. Il che potrebbe essere il risultato dell'influenza formativa di artigiani assunti dalla Persia in seguito alla disintegrazione dell'Impero achemenide dopo le conquiste di Alessandro Magno.

## Archeologia

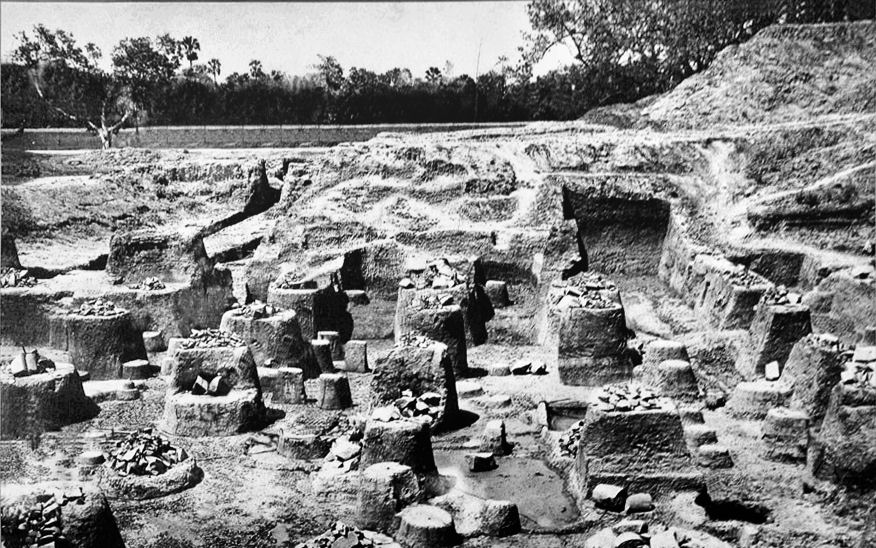
Scavi della sala a pilastri presso Kumhrar

Sebbene siano state scavate parti dell'antica città, gran parte di essa giace ancora sepolta sotto la moderna Patna. Sono state scavate diverse località, tra cui Kumhrar, Bulandi Bagh e Agam Kuan.
Durante il periodo Maurya, la città era descritta come a forma di parallelogramma, larga circa 2,5 chilometri e lunga 15 chilometri. Le sue mura di legno erano attraversate da 64 porte. Le ricerche archeologiche hanno trovato porzioni residue della palizzata di legno per diversi chilometri, basi di pilastri di pietra, un capitello in arenaria con motivi ellenistici da Kumrahar e molti oggetti in ceramica del periodo Maurya così come di quello Shunga.
Gli scavi hanno portato alla luce i resti del palazzo, realizzato sotto il regno del sovrano Chandragupta che si pensa fosse un insieme di diversi edifici, il più importante dei quali era un'immensa sala a pilastri sostenuta da un alto substrato di legname. I pilastri erano disposti in file regolari, dividendo così la sala in una serie di campate quadrate più piccole. Il numero di colonne è di 80, ognuna alta circa 7 metri. 
Secondo la testimonianza di Megastene, il palazzo era costruito principalmente in legno e si riteneva che superasse in splendore e magnificenza i palazzi persiani, come già ricorda lo Eliano; inoltre sempre secondo i resoconti greci i pilastri erano dorati ed ornati con viti d'oro e uccelli d'argento; questi edifici si trovavano in un vasto parco costellato di vasche per i pesci e arredato con una grande varietà di alberi e arbusti ornamentali.
L'Arthashastra di Kauṭilya riporta anche il metodo di costruzione dei palazzi di questo periodo. Frammenti successivi di pilastri in pietra, tra cui uno quasi completo, con i loro fusti rotondi e affusolati e la lucidatura liscia, indicano che Ashoka fu responsabile della costruzione delle colonne in pietra che sostituirono le precedenti in legno.